# Курдюм (Республика Алтай)
Курдюм (алт. Курjум) — село в Усть-Коксинского района Республики Алтай России. Входит в состав Карагайского сельского поселения.

## География
Расположено в приграничной территории юго-западной части Республики Алтай в горно-степной зоне и находится возле реки Аюлу.
Уличная сеть состоит из одного географического объекта: ул. Мараловодов.

## Население
| 2010 | 2011 | 2012 | 2013 | 2014 | 2015 |
| ---- | ---- | ---- | ---- | ---- | ---- |
| 34   | →34  | ↘31  | ↗42  | ↘39  | ↗40  |
| 2016 |      |      |      |      |      |
| ↘37  |      |      |      |      |      |

Национальный состав
Согласно результатам переписи 2002 года, в национальной структуре населения русские составляли 76 % от общей численности населения в 37 жителей

## Инфраструктура
Личное подсобное хозяйство. Животноводство (разведение маралов).

## Транспорт
Находится на автодороге межрегионального значения «Талда — Карагай — граница Казахстана» (Постановление Правительства Республики Алтай от 21.06.2012 № 20-36 «О перечне наименований населенных пунктов, пересекаемых рек, ручьев, расположенных на территории Республики Алтай вдоль трасс автомобильных дорог общего пользования, на алтайском языке»).